# Jakov Aleksandrovič Segel'
Jakov Aleksandrovič Segel' (in russo Я́ков Алекса́ндрович Се́гель?; Rostov sul Don, 10 marzo 1923 – Mosca, 19 maggio 1995) è stato un regista sovietico.

## Filmografia parziale

### Regista
- Proščajte, golubi! (1960)
- Seraja bolezn' (1966)
- Razbudite Muchina! (1967)
- Kaplja v more (1973)
- Risk - blagorodnoe delo (1977)
- V odno prekrasnoe detstvo (1979)